# تورو هوندا
تورو هوندا (باليابانية: 誉田徹) هو منافس ألعاب قوى ياباني، ولد في 5 يوليو 1941.

## وصلات خارجية
- تورو هوندا على موقع أوليمبيديا (الإنجليزية)